# Саграда Фамилия
Саграда Фамилия (на испански: Sagrada Familia – „Светото семейство“; пълно наименование на каталонски: Basílica i Temple Expiatori de la Sagrada Família) е базилика в Барселона, Испания. Църквата изобразява раждането, живота и смъртта на Христос и Богородица.
Строежът започва през 1882 г., а през 1883 г. Антонио Гауди е назначен за главен архитект. През 1926 г. Гауди умира и строежът на храма спира. След него други архитекти допринасят за сегашното състояние на базиликата. Сградата не е окончателно завършена и е в процес на строителство, като се очаква да бъде реновирана и завършена окончателно през 2026 г.
През ноември 2010 г. е осветена и провъзгласена за базилика от папа Бенедикт XVI.
Базиликата е отворена за посетители всеки ден.